# Wołodymyr Jacenkiwski
Wołodymyr Wołodymyrowycz Jacenkiwski, (ukr. Володимир Володимирович Яценківський, ur. 23 listopada 1962 w Kijowie) – ukraiński dyplomata, który od 2015 roku służy jako Ambasador Ukrainy w Wilnie.
Ukończył studia filologiczne na Uniwersytecie Kijowskim. Od 1992 roku jest związany z dyplomacją ukraińską, pracował m.in. w ambasadzie w Polsce (1992–1996), ambasadzie we Włoszech (1998–2001) i ambasadzie w USA (2001–2003). Pełnił także funkcję dyrektora departamentu Ministerstwa Spraw Zagranicznych Ukrainy do spraw kulturowo-humanitarnych i diaspory ukraińskiej za granicą (2010–2014).